# Poor Economics
Poor Economics: Plädoyer für ein neues Verständnis von Armut ist ein Sachbuch der Wirtschaftswissenschaftler Abhijit V. Banerjee und Esther Duflo, beide Professoren am Massachusetts Institute of Technology (MIT). Es erschien 2011 unter dem Titel Poor Economics: A Radical Rethinking of the Way to Fight Global Poverty. Das Buch untersucht mithilfe von evidenzbasierten randomisierten kontrollierten Studien, wie effektiv Maßnahmen zur Bekämpfung der weltweiten Armut sind. Das Buch erhielt mehrere Preise. Auf Deutsch erschien es 2012 im Knaus Verlag.

## Überblick
Poor Economics spricht sich für einen Mittelweg zwischen rein marktbasierten Lösungsansätzen zur Bekämpfung der weltweiten Armut und entwicklungspolitischen Programmen im großen Stil aus. Breite Verallgemeinerungen und Patentlösungen lehnen die Autoren ab. Stattdessen schlagen sie zwei Ansätze vor: Zum Ersten versuchen sie, zu verstehen, wie die betroffenen Armen wirklich denken und wie sie Entscheidungen in Bezug auf Themen wie Bildung, Gesundheit, Sparen, Unternehmertum und mehr treffen. Zum Zweiten plädieren sie für die systematische Anwendung von Methoden wie Beobachtung und strengen randomisierten kontrollierten Studien auf allen Kontinenten.
Der erste Teil des Buchs konzentriert sich auf die Probleme der Armen wie Hunger, Gesundheit, Bildung und Geburtenkontrolle, die im Kampf gegen die Armut adressiert werden müssen. Der zweite Teil widmet sich den Maßnahmen und institutionellen Rahmenbedingungen, z. B. Versicherungen, Mikrokrediten oder sinnvollen Maßnahmen in korrupten Systemen, die dazu beitragen können, dass Menschen der Armutsfalle entkommen.
Die Autoren haben zahlreiche randomisierte kontrollierte Studien durchgeführt, um herauszufinden, welche Maßnahmen zum Erreichen bestimmter Ziele am effektivsten sind oder warum bestimmte Maßnahmen ihr Ziel verfehlen. Beispielsweise haben sie untersucht, welche Anreize am wirkungsvollsten dazu führen, dass mehr Menschen in von Malaria betroffenen Gebieten Moskitonetze benutzen und wie man erreicht, dass in Kenia mehr Kinder die Schule besuchen. Ihre Ergebnisse sind oft überraschend und scheinen der Intuition zu widersprechen, ergeben aber Sinn, wenn die gesamten Umstände in Betracht gezogen werden. Die Grundübel, die den Erfolg von Maßnahmen zur Armutsbekämpfung oft verhindern, sind nach Ansicht der Autoren die drei „i“ – ideology (Ideologie), ignorance (Ignoranz) und inertia (Trägheit), die man am besten vermeidet, indem man den Armen zuhört, was sie wollen.
Nach Ansicht der Autoren kann ein empirischer Ansatz die besten Strategien zur Armutsbekämpfung hervorbringen. Es geht ihnen nicht um allgemeine Schlussfolgerungen und Lösungsansätze, sondern um einfache, aber wirkungsvolle Maßnahmen. Sie glauben, dass kleine Veränderungen große Auswirkungen haben können.

## Autoren
Abhijit V. Banerjee ist indischer Abstammung und wuchs in Indien auf. Er ist Professor am MIT, wo er den Lehrstuhl für Ökonomie der Ford Foundation International innehat. Er ist Mitglied der American Academy of Arts and Sciences und der Econometric Society und Preisträger des Infosys-Preis in Social Sciences and Economics (2009) sowie des Alfred-Nobel-Gedächtnispreis für Wirtschaftswissenschaften (2019). 2011 führte ihn die Zeitschrift Foreign Policy in ihrer Liste der Top 100 Global Thinkers in 2011 auf.
Esther Duflo hat am MIT die Abdul-Latif-Jameel-Professur für Armutsbekämpfung und Entwicklungsökonomie inne. Duflo hat zahlreiche akademische Ehrungen und Preise erhalten, darunter den Alfred-Nobel-Gedächtnispreis für Wirtschaftswissenschaften (2019), die John Bates Clark Medal (2010), und eine MacArthur Fellowship (2009). Sie war in den Top 100 Global Thinkers der Zeitschrift Foreign Policy sowie 2010 in der Liste 40 under 40 von Fortune vertreten.
Abhijit V. Banerjee und Esther Duflo gründeten 2003 gemeinsam mit Sendhil Mullainathan das Abdul Latif Jameel Poverty Action Lab (J-PAL) am MIT. Seit 2015 sind die beiden Autoren miteinander verheiratet.

## Rezeption

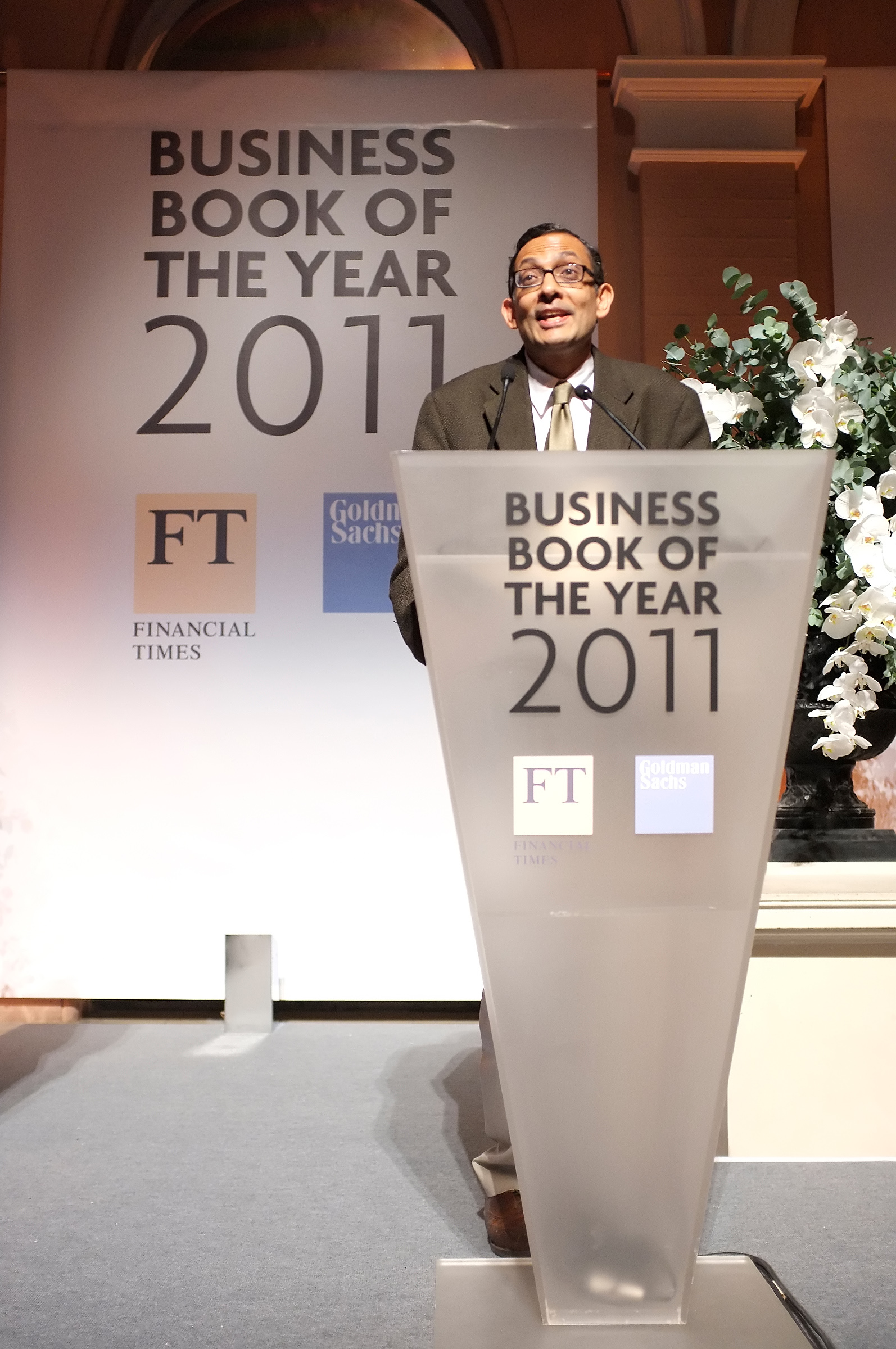
Banerjee bei der Auszeichnung für Poor Economics (2011)

Das Buch wurde von der Kritik sehr positiv aufgenommen.
Für Thomas Fischermann von der Zeit ist es ein sehr wichtiges Buch, denn: „So ehrlich beobachtet, nachgefragt, experimentell belegt und ohne Rücksicht auf politische Korrektheit aufgeschrieben wurde das alles noch nie.“
Der Ökonom und Nobelpreisträger Robert Solow hob hervor, dass die Autoren allergisch gegen breite Verallgemeinerungen über das Geheimnis der wirtschaftlichen Entwicklung seien und stattdessen auf viele Beobachtungen vor Ort und auf Experimente setzen, um herauszufinden, wie arme Menschen in armen Ländern ihre Armut bewältigen, und dass sie für viele kleine, aber bedeutsame Schritte plädieren, die zusammen den Armen der Welt große Verbesserungen bringen können und vielleicht sogar den Ball ins Rollen bringen können. Er sei fasziniert und überzeugt gewesen.
Madeleine Bunting lobte im Guardian den erfrischend originellen Ansatz an Entwicklung und meinte, den Autoren gelänge es großartig, das Verständnis der Ökonomen für das komplexe Problem der Armut, das von Menschen, die niemals arm waren, so häufig falsch verstanden wird, zu erweitern.
Nicholas Kristof schrieb in der The New York Times: „Randomisierte Studien sind die heißeste Neuerung im Kampf gegen die Armut, und gerade sind zwei hervorragende neue Bücher von führenden Persönlichkeiten auf diesem Feld erschienen. Eines ist Poor Economics von Abhijit Banerjee und Esther Duflo… Diese fantastischen Bücher bringen die Debatte voran zur entscheidenden Frage: Welche Art von Hilfe funktioniert am besten?“
Der amerikanische Ökonom William Easterly nannte Poor Economics im Wall Street Journal fabelhaft und lohnend und lobte den Detailreichtum des Buches. Zudem hob er das Mitgefühl der Autoren hervor, das eine echte Wertschätzung der Herausforderungen widerspiegele, denen die Armen gegenüberstehen. „Sie haben dafür gekämpft, in einer Entwicklungshilfewelt, die lieber weiterhin bei Hochglanzbroschüren und Fototerminen mit Prominenten bleiben würde, einen Brückenkopf der Ehrlichkeit und der Strenge hinsichtlich der Belege, Bewertungen und Komplexität zu errichten. Dafür verdienen sie Glückwünsche - und dass man sie liest.“
Das Buch wurde 2011 mit dem Financial Times and Goldman Sachs Business Book of the Year Award ausgezeichnet.

## Deutsche Ausgabe
- Abhijit V. Banerjee und Esther Duflo: Poor Economics. Plädoyer für ein neues Verständnis von Armut. Aus dem Englischen von Susanne Warmuth. Knaus, München 2012, ISBN 978-3-8135-0493-4.